# Jack Lynch
John Mary "Jack" Lynch (iriska: Seán Ó Loingsigh), född 15 augusti 1917 i Cork, County Cork, död 20 oktober 1999 i Dublin, var en irländsk politiker. Han var mellan åren 1966 och 1971 och igen 1977 till 1979 Irlands taoiseach. Han tillhörde partiet Fianna Fáil.

## Biografi
Lynch invaldes i Dáil Éireann som ledamot för Cork 1948, och blev omvald vid varje parlamentsval tills han drog sig tillbaka 1981.  Han var finansminister 1965-1966, industri- och handelsminister 1959-1965, utbildningsminister 1957-1959 och minister för Gaeltacht 1957. Lynch var den tredje partiledaren för Fianna Fáil från 1966, då han efterträdde Seán Lemass, till 1979. 
Lynch var den förste som var beredd att föra samtal med den nordirländska regeringen och att låta kravet på Irlands enande bli beroende av en folkomröstning på Nordirland.
Lynch var också en framgångsrik idrottsman inom hurling och gaelisk fotboll.